# 在大阪・神戸インド総領事館
在大阪・神戸インド総領事館（ヒンディー語: ओसाका-कोबे में भारत के महावाणिज्य दूतावास、英語: Consulate-General of India in Osaka-Kobe）は、インドが日本の大阪府大阪市に設置している総領事館である。かつて兵庫県神戸市に設置されていたため総領事館の名称に神戸が併記されているが、単に在大阪インド総領事館（英語: Consulate-General of India in Osaka）と呼ばれることも少なくない。

## 沿革
1952年、日本国とインドとの間の平和条約（日印平和条約）が調印・発効したことにより、日本とインドの国交が開設された。遅くとも1959年までに、在神戸インド総領事館（英語: Consulate-General of India in Kobe）が設置されている。1993年、総領事館が神戸から大阪へ移転した。

## 所在地
〒541-0056　大阪府大阪市中央区久太郎町1-9-26 ルーシッドスクエア船場10階

## 総領事
| 代 | 氏名（日本語）                                   | 氏名（英語）                    | 着任          | 退任      | 備考                                                     |
| -- | ------------------------------------------------ | ------------------------------- | ------------- | --------- | -------------------------------------------------------- |
|    | ヨゲシュワル・ヴァルマ                           | Yogeshwar Varma                 | 2000年        | 2003年    | モンゴル駐箚大使、パナマ駐箚大使兼エルサルバドル駐箚大使 |
|    | リバー・オネル・ワラン                           | River O'Nell Wallang            | 2004年        | 2005年    | [ 7 ]                                                    |
|    | オム・プラカシュ                                 | Om Prakash                      | 2005年        | 2009年    | [ 8 ] [ 9 ]                                              |
| -  | サンガム・ラル・トリパティ                       | Sangam Lal Tripathi             | 2009年        | 2009年8月 | 総領事代理                                               |
|    | ヴィカス・スワラップ（ヴィカース・スワループ）   | Vikas Swarup                    | 2009年8月     | 2013年7月 | 映画『スラムドッグ$ミリオネア』の原作者                  |
|    | アシーム・マハジャン（アスィーム・マハージャン） | Asim Mahajan                    | 2013年9月     | 2015年5月 | [ 14 ] [ 15 ]                                            |
|    | トンコマン・アームストロング・チャンサン         | Thongkhomang Armstrong Changsan | 2015年6月     | 2018年7月 | [ 16 ] [ 17 ] [ 18 ]                                     |
|    | バラスブラマニアン・シャム                       | Balasubramanian Shyam           | 2018年8月     | 2021年    | アイスランド駐箚大使                                     |
|    | ニキレーシュ・ギリ                               | Nikhilesh Giri                  | 2021年8月     | 2024年    | [ 22 ] [ 23 ]                                            |
|    | チャンドル・アプパール（中国語: 钱德鲁·阿帕尔）  | Chandru Appar                   | 2024年8月13日 | （現職）  | [ 24 ]                                                   |

## 管轄区域
近畿地方、中国地方、四国

## ギャラリー

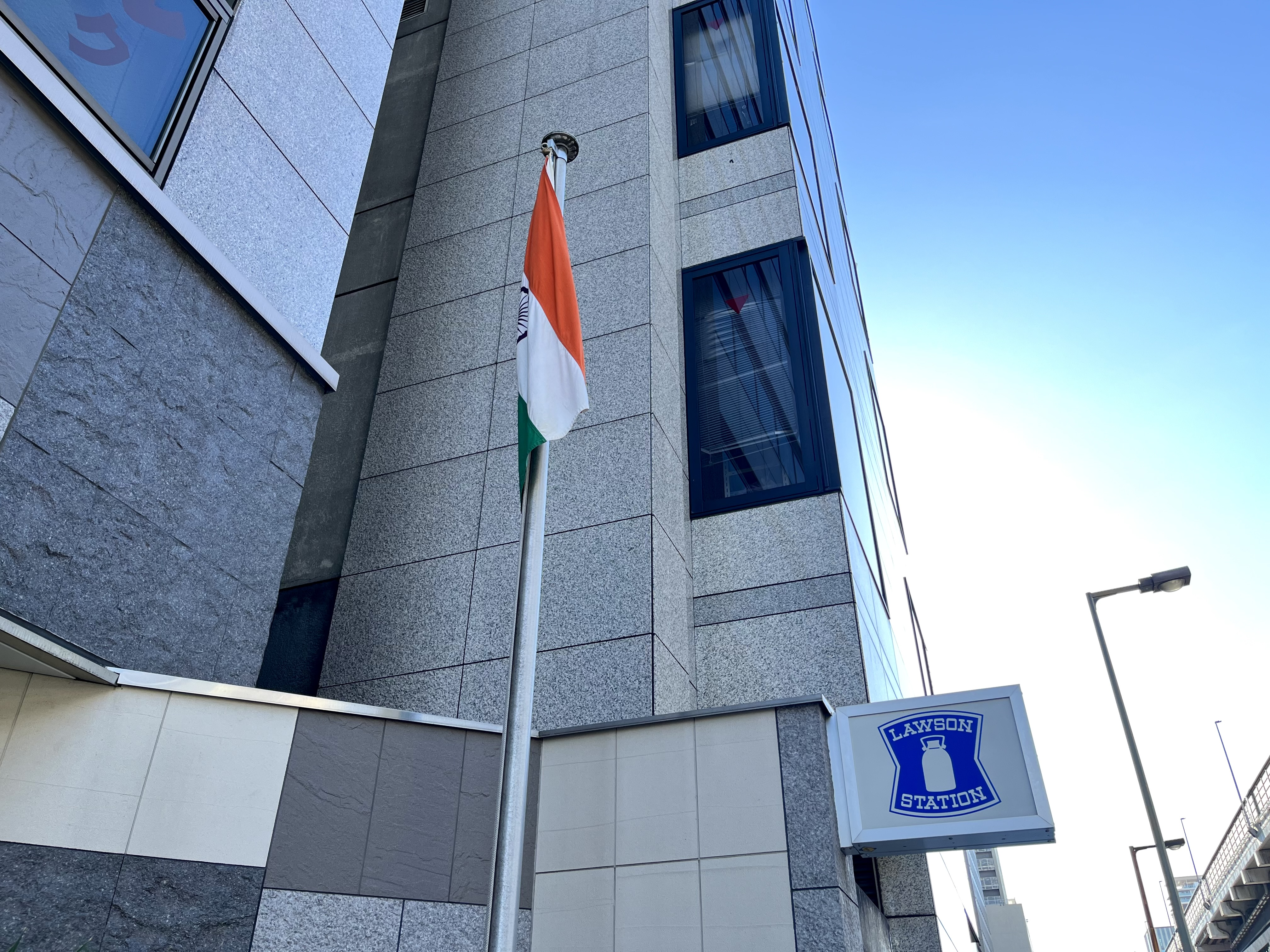
在大阪インド総領事館前のインド国旗
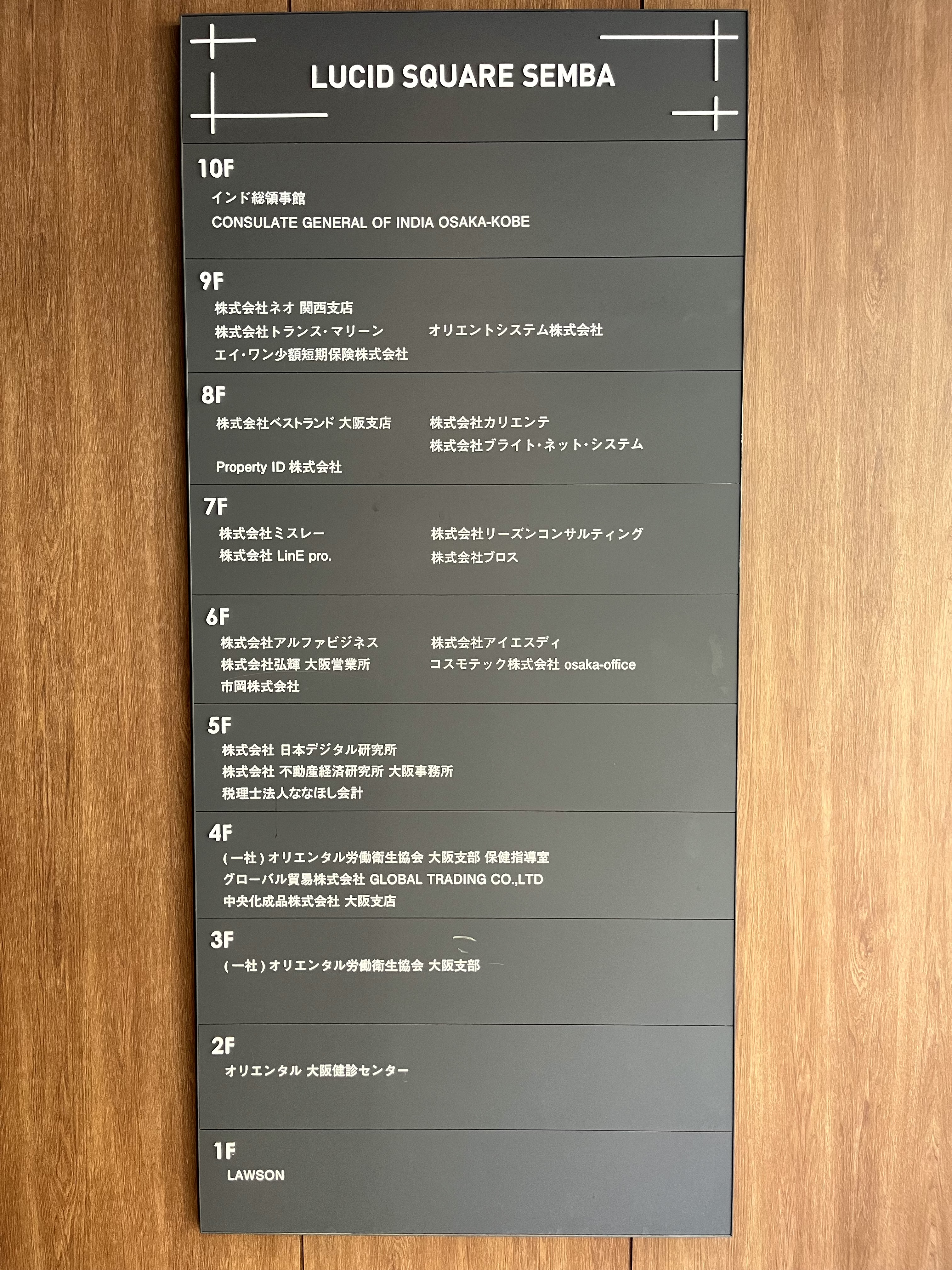
在大阪インド総領事館は10F
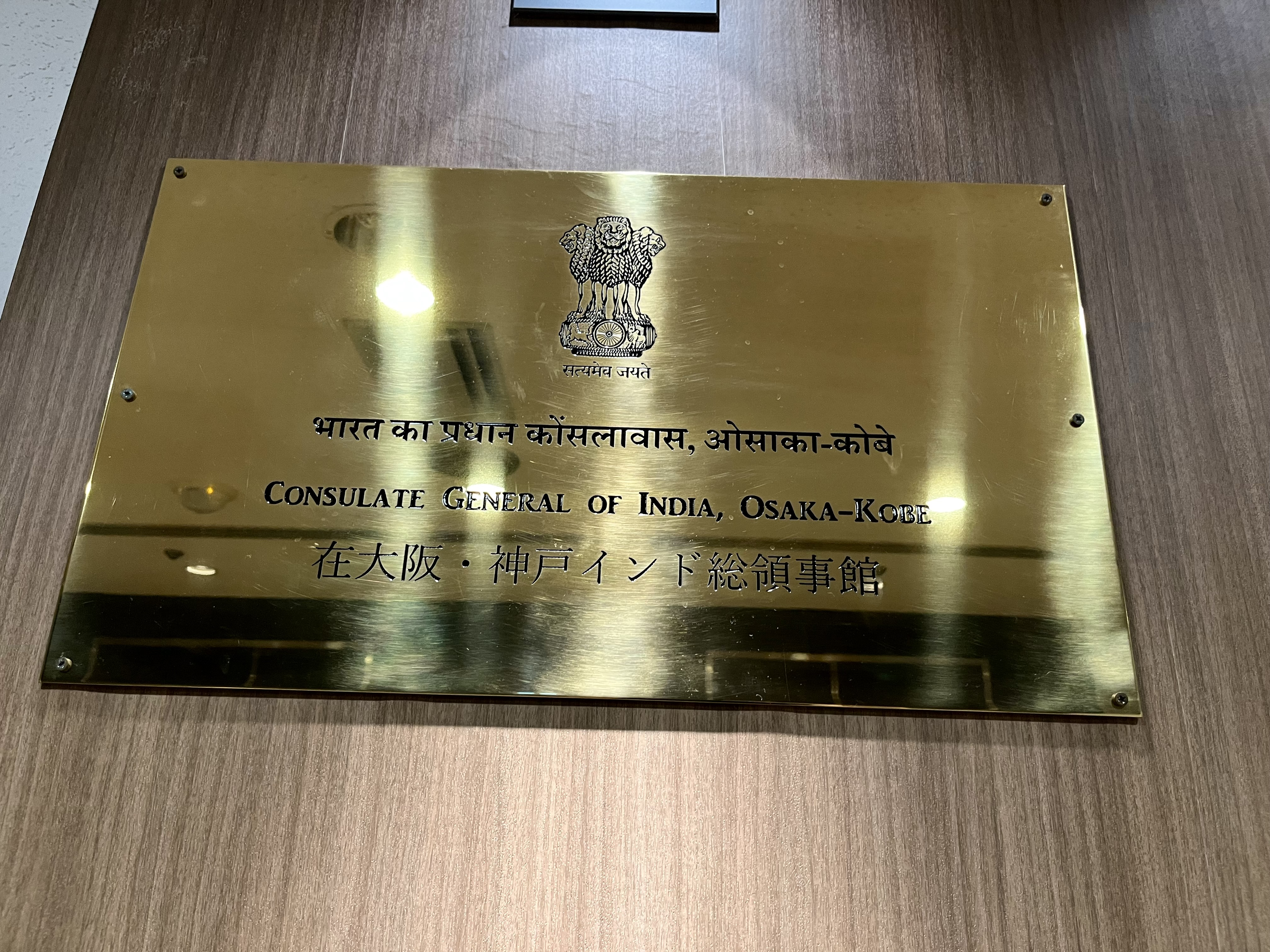
在大阪インド総領事館のプレート